# Simone Fubini
Simone Fubini (Torino, 1930 – Milano, 27 marzo 2020) è stato un dirigente d'azienda e imprenditore italiano.

## Biografia
Di famiglia ebrea,  dopo gli studi al liceo classico si iscrive al Politecnico di Torino dove si laurea in Ingegneria Elettrotecnica nel 1954 con la tesi "Utilità di considerare il transistore quale quadripolo attivo".
Nel 1956 entra in Olivetti, dove lavora al primo calcolatore elettronico italiano, l’Elea 9003, sotto la direzione di Mario Tchou, entrando in quelli che verranno ricordati come "i ragazzi di Barbaricina", dal nome del quartiere di Pisa dove aveva sede il Laboratorio di Ricerche Elettroniche di Olivetti.
Nel 1964 entra in General Electric, arrivando a diventare direttore di General Electric Information System Italia (GEISI); nel 1970 GEISI viene ceduta a Honeywell  e nel 1971 Fubini assume il ruolo di Direttore Industriale di Honeywell Information Systems Italia.
Nel 1976 conosce Carlo De Benedetti e viene nominato amministratore delegato di Telettra, dove rimane fino alla fine del 1980. Dopo un breve periodo come direttore centrale di Fiat,  nell'autunno 1982 rientra in Olivetti come direttore generale dove rimane fino all'aprile 1984.
Dopo essersi dimesso da Olivetti intraprende il percorso da imprenditore, fondando dapprima ESSE.EFFE SpA e poi nel 1986 Projecta, società di consulenza confluita poi in Solving International.
Nel 1999 co-fonda con Dario Calogero Ubiquity, una piattaforma di marketing mobile in seguito rinominata Kaleyra e quotata alla NYSE nel 2019.
È stato consigliere di AICA, consigliere d'amministrazione di RSO e membro dell’Advisory Board di Innogest Capital (società italiana di Venture Capital).
Dal 2015 ha collaborato con la rivista Nelfuturo, scrivendo di tecnologia, innovazione e trasformazione digitale. Per Egea ha pubblicato Oltre le occasioni perdute, dove racconta 60 anni di storia dell'informatica italiana da lui vissuti in prima persona.
Muore a Milano il 27 marzo 2020 quasi novantenne.
Nel 2021 è stata dedicata una borsa di studio alla sua memoria presso l'Università Bocconi di Milano.

## Opere
- Oltre le occasioni perdute, ed. EGEA, 2015, ISBN 978-8823851276